# 4 août
4 juillet 4 septembre
Chronologies thématiques
- Croisades
- Ferroviaires
- Sports
- Disney
- Anarchisme
- Catholicisme

Abréviations / Voir aussi
- (° 1852) = né en 1852
- († 1885) = mort en 1885
- a.s. = calendrier julien
- n.s. = calendrier grégorien
- Calendrier
- Calendrier perpétuel
- Liste de calendriers
- Naissances du jour

Pour les articles homonymes, voir Quatre-Août.
4 juillet 4 septembre
Chronologies thématiques
- Croisades
- Ferroviaires
- Sports
- Disney
- Anarchisme
- Catholicisme

Abréviations / Voir aussi
- (° 1852) = né en 1852
- († 1885) = mort en 1885
- a.s. = calendrier julien
- n.s. = calendrier grégorien
- Calendrier
- Calendrier perpétuel
- Liste de calendriers
- Naissances du jour

Le 4 août ou 4 aout est le 216e jour de l'année du calendrier grégorien, 217e lorsqu'elle est bissextile, il en reste ensuite 149.
Son équivalent était généralement le 17 thermidor du calendrier républicain / révolutionnaire français, officiellement dénommé jour du lin.

## Événements

### XIesiècle
- 1060 : Philippe Ier succède à son père Henri Ier (quant à lui in décès ci-après) sur le trône de France, pour un règne d'environ 48 années (l'un des plus longs de ce pays bien que moins connu en cela que ceux de Louis XIV et Louis XV ultérieurement ou même Charlemagne antérieurement).

### XIIesiècle
- 1145 : l'empereur Conrad III valide les titres de Raymond Ier des Baux et d'Étiennette, sœur cadette de Douce Ire, sans en préciser trop le contenu, et leur donne le droit de battre monnaie, avantage attaché à la souveraineté.

### XIIIesiècle
- 1265 : bataille d'Evesham. Bataille décisive de la « seconde guerre des Barons », au cours de laquelle les barons rebelles anglais, sous la conduite de Simon V de Montfort, seront massacrés sur le champ de bataille par les forces royalistes du prince Édouard (futur roi Édouard Ier), quatre fois plus nombreuses.

### XVesiècle
- 1443 : fondation des Hospices de Beaune, hôpital pour les pauvres, créé à l'initiative de Nicolas Rolin, chancelier du duc de Bourgogne Philippe III le Bon, et de son épouse Guigone de Salins.
- 1477 : exécution de Jacques d'Armagnac.

### XVIesiècle
- 1532 : traité de rattachement de la Bretagne à la France.
- 1578 : bataille des Trois Rois, victoire décisive marocaine contre l'armée portugaise.

### XVIIesiècle
- 1693 : date probable de découverte du procédé de fabrication du champagne par Dom Pérignon.

### XVIIIesiècle
- 1701 : signature de la Grande paix de Montréal.
- 1789 : dans la nuit du 4 au 5 août, abolition des privilèges en France, par l'Assemblée nationale constituante.
- 1799 : bataille d'Argentré, pendant la Chouannerie.

### XIXesiècle
- 1802 : en France, proclamation de la Constitution de l'an X.
- 1870 : bataille de Wissembourg, défaite des troupes de Napoléon III face aux Prussiens.

### XXesiècle
- 1914 : invasion de la Belgique par l'Allemagne, ayant pour conséquences un ultimatum de la Grande-Bretagne, puis la déclaration de guerre de cette dernière à l'Allemagne.
- 1916 : second raid germano-turc sur Le Caire, et victoires anglaise et belge contre les troupes de l'Afrique orientale allemande, sur le front du Moyen-Orient (Première Guerre mondiale).
- 1940 : l'armée italienne d'Abyssinie entre en Somalie britannique.
- 1941 : victoire des troupes coloniales belges, entraînant la reddition italienne de Saïo.
- 1944 : 
  - arrestation de la jeune Allemande cachée et encore inconnue Anne Frank par la Gestapo ainsi que de sept autres Juifs à Amsterdam ;
  - libération de Rennes par les FFI et les troupes alliées et blindées du général américain George S. Patton après d'âpres combats dans le bocage normand depuis le 6 juin précédent.
- 1958 : le sous-marin à propulsion nucléaire américain USS Nautilus franchit le Pôle Nord sous la banquise.
- 1960 : indépendance du Congo belge.
- 1965 : indépendance des Îles Cook.
- 1982 : dépénalisation en France de l'homosexualité, sous la férule du président François Mitterrand et du garde des sceaux Robert Badinter notamment, et abolition de la distinction, introduite en 1942 et confirmée en 1945, dans l'âge de consentement entre rapports hétérosexuels et homosexuels.
- 1983 : en Haute-Volta (futur Burkina Faso), un coup d'état militaire qui place Thomas Sankara au pouvoir a lieu.
- 1984 : la Haute-Volta devient le Burkina Faso, sous la houlette du C.N.R. (Conseil national de la Révolution), dirigé par Thomas Sankara qui sera assassiné trois ans plus tard (15 octobre 1987), à la suite d'un coup d'État orchestré par Blaise Compaoré.
- 1988 : chef de la Thaïlande, le général Prem Tinsulanonda refuse en vain à Chatichai Choonhavan, chef du parti Nation thaïlandaise (phak chat thai), le poste de Premier ministre qui lui revient de droit.
- 1995 : la Croatie lance l'opération Tempête, pour reconquérir la république serbe de Krajina. 120 000 Serbes prennent le chemin de l'exode, pour rejoindre la Serbie ou la république serbe de Bosnie.

### XXIesiècle
- 2002 : Gonzalo Sánchez de Lozada est élu président de la Bolivie.
- 2005 : le Danemark envoie un bateau patrouilleur vers l'île Hans, pour maintenir la souveraineté danoise sur l'île, revendiquée par le Canada.
- 2006 :
  - la Verkhovna Rada vote l'investiture de Viktor Ianoukovytch comme Premier ministre de l'Ukraine.
  - en Ouganda, l'Armée de résistance du Seigneur annonce la « cessation unilatérale des hostilités », après 18 ans de combats contre l'armée régulière.
- 2010 : au Kenya, 72,1 % de la population de plus de 18 ans participe à un référendum sur un projet de nouvelle Constitution. Le « oui » l'emporte par 69,83 %.
- 2011 : au Chili, dans le cadre des mobilisations étudiantes, une grande manifestation est organisée en défense de l'éducation publique par des étudiants universitaires et secondaires, avec une forte répression policière, et des casseroles sont entendues dans plusieurs villes du pays en soutien au mouvement étudiant.
- 2017 : au Rwanda, Paul Kagame est réélu président.
- 2019 : attentat au Caire.
- 2020 : deux explosions détruisent le port de Beyrouth au Liban, y causant plus de 220 morts et au moins 5 000 blessés.

## Arts, culture et religion
- 1644 : la Parisienne d'origine bourguignonne Marie de Rabutin-Chantal âgée de dix-huit ans épouse en l'église Saint-Gervais de Paris Henri de Sévigné (1623-1651) qui possède un fief breton de "Sévigné". Le couple aura deux enfants.
- 1782 : Mozart épouse Constanze Weber (1763-1842).
- 1903 : le patriarche de Venise, Giuseppe Melchiorre Sarto, est intronisé pape, sous le nom de Pie X.
- 1958 : le magazine Billboard inaugure son palmarès, Billboard Hot 100, qui deviendra la référence de l'industrie musicale.
- 1999 : entrée en vigueur en Allemagne d'une réforme controversée de l'orthographe.

## Sciences et techniques
- 2017 : diplomatie du panda en France de la part de la Chine (voir naissance ci-après la même année).
- 2019 : 110 ans après l'exploit de Louis Blériot et après une tentative infructueuse la semaine précédente, l'inventeur marseillais Franky Zapata réussit à rallier l'Angleterre depuis Sangatte en France grâce à son Flyboard Air. Il rejoint St Margaret's Bay en 21 minutes après un vol de 35 km[2].

## Économie et société
- 2019 : une seconde fusillade en moins de 24 heures aux États-Unis y provoque neuf morts et seize blessés à Dayton (État fédéré de l'Ohio)[3].
- 2020 : le port de Beyrouth est touché au Liban par deux violentes explosions qui entraînent au moins 158 morts et 5 000 blessés[4].

## Naissances

### XVesiècle
- 1470 : Bernardo Dovizi da Bibbiena, cardinal et dramaturge italien († 9 novembre 1520).

### XVIesiècle
- 1521 : Urbain VII (Giovanni Battista Castagna dit), 228e pape en septembre 1590 († 27 septembre 1590).

### XVIIesiècle
- 1664 : Philibert Lambert, poète français († 3 mars 1731).
- 1694 : Étienne-François Avisse, dramaturge français († 23 décembre 1747)

### XVIIIesiècle
- 1755 : Nicolas-Jacques Conté, peintre, physicien et chimiste français († 6 décembre 1805).
- 1758 : Boniface de Castellane, homme politique et militaire français († 21 février 1837).
- 1770 : François Étienne Kellermann, général français († 2 juin 1835).
- 1792 : Percy Bysshe Shelley, poète britannique († 8 juillet 1822).

### XIXesiècle
- 1805 : William Rowan Hamilton, mathématicien, physicien et astronome irlandais († 2 septembre 1865).
- 1821 :
  - Louis Vuitton, maroquinier français († 27 février 1892).
  - James White, cofondateur de l'Église adventiste du septième jour († 6 août 1881).
- 1825 : Domingo Santa María, homme d'État chilien, président du Chili du 18 septembre 1881 au 18 septembre 1886 († 18 juillet 1889).
- 1831 : Nicolas Berthon, peintre et graveur français († 13 décembre 1888).
- 1834 : 
  - Gaspar Núñez de Arce, poète et homme politique espagnol († 9 juin 1903).
  - John Venn, mathématicien et logicien britannique († 4 avril 1923).
- 1839 : Walter Pater, essayiste anglais, historien de l'art et critique littéraire britannique († 30 juillet 1894).
- 1859 : Knut Hamsun, écrivain norvégien, prix Nobel de littérature en 1920 († 19 février 1952).
- 1867 : Valerius De Saedeleer, peintre belge († 16 septembre 1941).
- 1883 : René Schickele, écrivain, essayiste et traducteur alsacien († 31 janvier 1940).
- 1884 : Henri Cornet, coureur cycliste français, plus jeune vainqueur du Tour de France cycliste, à 19 ans († 18 mars 1941).
- 1895 : Domingo Dominguín (Domingo González Mateos dit), matador espagnol († 21 août 1958).
- 1898 : Paul Delmas-Marsalet, psychiatre et neurologue français († juillet 1977).
- 1900 : Elizabeth Bowes-Lyon dite « Queen Mum », épouse puis veuve du roi George VI, mère de la reine Elizabeth II et reine-mère du Royaume-Uni († 30 mars 2002).

### XXesiècle
- 1901 : 
  - Louis Armstrong, chanteur et trompettiste de jazz américain († 6 juillet 1971).
  - Joseph Savina, ébéniste et sculpteur français († 24 décembre 1983).
- 1904 : Witold Gombrowicz, écrivain polonais († 24 juillet 1969).
- 1906 : Marie-José de Belgique, reine d'Italie en 1946, épouse du roi Humbert II († 27 janvier 2001).
- 1910 : 
  - Bruno Coquatrix, administrateur français, directeur de l’Olympia de 1954 à 1979 († 1er avril 1979).
  - William Schuman, compositeur, enseignant et administrateur américain († 15 février 1992).
- 1912 :
  - David Raksin, compositeur américain de musique de films et de télévision († 9 août 2004).
  - Rocke Robertson, médecin et gestionnaire universitaire canadien († 8 février 1998).
- 1913 : 
  - André Verdet, peintre, sculpteur, poète et céramiste français († 19 décembre 2004).
  - Jean Saint-Fort Paillard, cavalier français, champion olympique († 16 janvier 1990).
- 1914 : 
  - Carl Apfel, co-entrepreneur américain de textile, cofondateur et dirigeant de Old World Weavers († 1er août 2015).
  - Neil Colville, joueur de hockey sur glace professionnel canadien († 26 décembre 1987).
- 1916 : 
  - Lucien Cliche, homme politique québécois († 2 juin 2005).
  - Liv Rockefeller (no) (alias Liv Coucheron(-)Torp & Liv Heyerdahl), première épouse de l'aventurier norvégien du Kon-Tiki Thor Heyerdahl († 14 avril 1969).
- 1919 :
  - Michel Déon, écrivain, dramaturge, et académicien français († 28 décembre 2016).
  - Douta Seck, acteur sénégalais († 5 novembre 1991).
- 1921 :
  - Herb Ellis, guitariste de jazz américain († 28 mars 2010).
  - Maurice « Rocket » Richard, joueur de hockey sur glace québécois († 27 mai 2000).
- 1922 : Luis Aponte Martinez, cardinal portoricain, archevêque émérite de San Juan de Porto Rico († 10 avril 2012).
- 1926 : Catherine Paysan, écrivaine française († 22 avril 2020).
- 1928 :
  - Flóra Kádár, actrice hongroise († 3 janvier 2003).
  - Udham Singh, joueur indien de hockey sur gazon († 23 mars 2000).
- 1929 : André Sanac, joueur de rugby à XV français († 5 février 2015).
- 1930 : Ali al-Sistani, ayatollah chiite iranien influent en Irak.
- 1931 : Ernie Richardson (en), joueur de curling canadien.
- 1932 :
  - Hubert Barbier, évêque catholique français, archevêque émérite de Bourges.
  - Lucie Favier, historienne et archiviste française († 1er mai 2003).
- 1937 :
  - Thierry Roland, commentateur sportif français († 16 juin 2012).
  - Jean-Pierre Spiero, réalisateur français de télévision († 13 février 2012).
- 1938 : 
  - Burk Uzzle, photographe américain.
  - Hayes Jones, athlète américain spécialiste du 110 m haies.
- 1939 : Mapita Cortés, actrice mexicaine († 1er janvier 2006).
- 1940 :
  - Larry Knechtel, musicien américain du groupe Bread († 20 août 2009).
  - Timi Yuro, chanteuse américaine († 30 mars 2004).
- 1942 :
  - Bernard Barsi, évêque catholique français, archevêque émérite de Monaco († 28 décembre 2022).
  - Annette Bénéteau-Roux, codirigeante d'une grande entreprise de construction nautique de voiliers de plaisance.
  - Don S. Davis, acteur américain († 29 juin 2008)
  - David Lange, homme politique néo-zélandais, 32e premier ministre de la Nouvelle-Zélande de 1984 à 1989 († 13 août 2005).
- 1943 : Michael J. McCulley, astronaute américain.
- 1944 : 
  - Richard Belzer, acteur américain († 19 février 2023).
  - Tibor Tatai, céiste hongrois, champion olympique.
  - Teodomiro Leite de Vasconcelos, écrivain et journaliste mozambicain († 29 janvier 1997)
- 1945 : 
  - Guy Job, réalisateur de télévision français.
  - Frank Hansen, rameur d'aviron norvégien, champion olympique.
- 1946 :
  - Maureen Cox, chanteuse, actrice, mannequin et coiffeuse britannique, première épouse de Ringo Starr († 30 décembre 1994).
  - Faustino Pérez-Manglano, vénérable catholique espagnol († 3 mars 1963).
  - Pierre-André Taguieff, philosophe, politologue et historien français.
- 1947 :
  - Marie-France Cubadda, journaliste française et néo-calédonienne un temps présentatrice de J.T. de T.F.1.
  - Paul Layton (en), musicien et chanteur britannique du groupe The New Seekers.
  - Klaus Schulze, compositeur et musicien allemand, pionnier de la musique électronique, le « pape » du synthétiseur. († 26 avril 2022).
- 1948 : Pierre Conesa (prononcé "konéça"), ancien haut fonctionnaire, chef d'entreprise et essayiste français ès géopolitique souvent invité à ce titre à la télévision.
- 1949 : John Riggins, joueur américain de football américain.
- 1950 :
  - Sapphire (Ramona Lofton dite), romancière et poète américaine.
  - Danny Williams, homme politique canadien, 9e premier ministre de Terre-neuve-et-Labrador de 2003 à 2010.
- 1952 : Daniel Bautista, athlète mexicain, spécialiste de la marche sportive.
- 1954 :
  - Thierry Bourdon, doubleur vocal et comédien français.
  - François Valéry (Jean-Louis Mougeot dit), chanteur français.
  - Uwe Wittwer, peintre suisse.
- 1955 :
  - Andrew Michael Allen, astronaute américain.
  - Charles Donald Gemar, astronaute américain.
  - Piers McDonald, homme politique canadien, 5e premier ministre du Yukon de 1996 à 2000.
  - Billy Bob Thornton, acteur et chanteur américain.
- 1956 : 
  - Luigi Negri, député italien issu de la Ligue du Nord (LN) de 1992 à 2001.
  - Allison Jolly, skipper américaine, championne olympique.
- 1958 : Greg Foster, athlète américain spécialiste du 110 m haies, quadruple champion du monde.
- 1959 : 
  - René Manzor, réalisateur et scénariste français.
  - Mark Kerry, nageur australien, champion olympique.
- 1960 :
  - Stefan Kaufmann, musicien allemand.
  - Dean Malenko, lutteur américain de la WCW et de la WWE.
  - Jose Luis Rodriguez Zapatero, homme politique espagnol, chef du gouvernement de 2004 à 2011.
- 1961 :
  - Barack Obama, homme politique américain, 44e président des États-Unis, ayant exercé de 2008 à 2016.
  - Pascal Nègre, homme d'affaires, dirigeant du secteur de l'industrie musicale, producteur de musique et animateur de radio français, ancien président-directeur général d'Universal Music France de 1998 à 2016.
- 1962 : Roger Clemens, joueur de baseball américain.
- 1965 :
  - Crystal Chappell, actrice américaine.
  - Dennis Lehane, écrivain et scénariste américain.
- 1966 :
  - Luc Leblanc, coureur cycliste français, champion de France en 1992 et champion du monde de cyclisme en 1994.
  - Philippe Maidenberg (en), architecte et designer français.
- 1967 : 
  - Arsène Mosca, acteur et humoriste français.
  - Michael Marsh, athlète américain spécialiste du sprint, double champion olympique.
  - Jana Sorgers, rameuse d'aviron allemande, double championne olympique.
- 1968 : Daniel Dae Kim, acteur américain.
- 1969 : 
  - Max Cavalera, musicien brésilien.
  - Sébastien Demorand, journaliste, critique et juré gastronomique, présentateur et chroniqueur de radio français († 21 janvier 2020).
- 1970 : Vladimir Novikov, gymnaste soviétique, champion olympique.
- 1971 : Jeff Gordon, pilote américain de NASCAR.
- 1972 : Audrey Azoulay, femme politique française, ministre de la Culture et de la Communication de 2016 à 2017 dans les gouvernements de Manuel Valls et Bernard Cazeneuve.
- 1973 : Xavier Marchand, nageur français.
- 1975 :
  - Níkos Liberópoulos, footballeur grec.
  - Jutta Urpilainen, femme politique finlandaise.
- 1978 : Emmanuelle Boidron, actrice française.
- 1981 : Meghan Markle, actrice américaine devenue duchesse de Sussex.
- 1983 : 
  - Nathaniel Buzolic, acteur australien.
  - Daniel Theorin, footballeur suédois.
- 1985 :
  - Kina Grannis, chanteuse-compositrice américaine.
  - Ha Seung-jin (하승진), basketteur sud-coréen.
- 1987 : Marreese Speights, basketteur américain.
- 1992 : 
  - Cole et Dylan Sprouse, acteurs américains.
  - Cor Akim, pianiste et chanteur congolais.
- 1993 : 
  - Giovanni Di Lorenzo, footballeur italien.
  - Hajiba Enhari, taekwondoïste marocaine.
- 2000 : 
  - Gabriela Agúndez, plongeuse mexicaine.
  - Gabbie Carter, actrice pornographique et modèle érotique américaine.
  - Autumn Falls, actrice pornographique américaine.
  - Alejandro Marqués, footballeur espagnol.
  - Jackson Porozo, footballeur équatorien.

### XXIesiècle
- 2003 : 
  - Anastasia Bachynska, gymnaste artistique ukrainienne.
  - Mason Burstow, footballeur anglais.

## Décès

### XIesiècle
- 1060 : Henri Ier, roi de France de 1031 à cette mort, troisième capétien direct à ce titre (° 4 mai 1008).

### XIIIesiècle
- 1265 : Simon V de Montfort, 6e comte de Leicester, noble et soldat anglais, tué à la bataille d'Evesham (° 1208).

### XIVesiècle
- 1306 : Venceslas III, roi de Hongrie de 1301 à 1305, de Bohême et de Pologne de 1305 à 1306 (° 6 octobre 1289).
- 1378 : Galéas II Visconti, seigneur de Milan (° vers 1320).

### XVesiècle
- 1477 : Jacques d'Armagnac, notable français, comte de Pardiac et vicomte de Carlat, exécuté (° 1433).

### XVIesiècle
- 1546 : Mariangelo Accursio, écrivain, humaniste, philologue et archéologue italien de la Renaissance (° 1489).

### XVIIesiècle
- 1639 : Juan Ruiz de Alarcón, dramaturge mexicain d'ascendance espagnole (° 2 octobre 1581).

### XVIIIesiècle
- 1718 : René Lepage de Sainte-Claire, seigneur-fondateur de Rimouski, au Québec/en Nouvelle-France (° 10 avril 1656).
- 1778 : Pierre de Rigaud de Vaudreuil, officier de la Marine française, gouverneur de la Louisiane de 1743 à 1753 et dernier gouverneur général de la Nouvelle-France de 1755 à 1760 (° 22 novembre 1698).

### XIXesiècle
- 1827 : Claude-Pierre de Delay d'Agier, écrivain et homme politique français (° 25 décembre 1750).
- 1859 : Jean-Marie Vianney dit le « curé d’Ars », prêtre français (° 8 mai 1786).
- 1875 : Hans Christian Andersen, poète et auteur danois (° 2 avril 1805).
- 1886 :
  - Dunan Mousseux, auteur dramatique et chansonnier français (° 18 octobre 1825).
  - Samuel Jones Tilden, homme politique américain (° 9 février 1814).
  - Eléonore Vergeot, maitresse de Napoléon III (° 3 septembre 1820).

### XXesiècle
- 1916 : Claude Fournier, jardinier français, sergent lors de la Première Guerre mondiale (° 27 novembre 1880).
- 1938 : Pearl White, actrice américaine (° 4 mars 1889).
- 1940 : Vladimir Jabotinsky, dirigeant de l'aile droite du mouvement sioniste et fondateur de la Légion juive (° 18 octobre 1880).
- 1950 : Norihiro Yasue, militaire japonais (° 12 janvier 1886).
- 1953 : Claud O'Donnell, joueur de rugby australien (° 30 janvier 1886).
- 1961 : Maurice Tourneur, cinéaste français (° 2 février 1876).
- 1962 : Marilyn Monroe, actrice américaine (° 1er juin 1926).
- 1976 : Roy Thomson (en), magnat canadien de la presse (° 5 juin 1894).
- 1977 : Edgar Douglas Adrian, physiologiste anglais, spécialiste du système nerveux, prix Nobel de physiologie et de médecine en 1932 (° 30 novembre 1889).
- 1981 : Melvyn Douglas, acteur américain (° 5 avril 1901).
- 1981 : Adou Elenga, chanteur, guitariste et auteur-compositeur-interprète congolais (° 1926)
- 1990 : Ettore Maserati, constructeur automobile italien (° 1894).
- 1992 : František Tomášek, cardinal tchèque, archevêque de Prague (° 30 juin 1899).
- 1993 : Bernard Barrow (en), acteur américain (° 30 décembre 1927).
- 1994 : Giovanni Spadolini, historien, universitaire, journaliste et homme d'État italien (° 21 juin 1925).
- 1997 : Jeanne Calment, doyenne de l'humanité à l'âge de 122 ans, 5 mois et 14 jours légalement prouvés (° 21 février 1875).
- 1998 : Youri Artioukhine (Юрий Петрович Артюхин), cosmonaute soviétique (° 22 juin 1930).
- 1999 : Victor Mature, acteur américain (° 29 janvier 1913).
- 2000 : Halyna Zoubtchenko, artiste peintre et militante sociale ukrainienne (° 19 juillet 1929).

### XXIesiècle
- 2003 :
  - Pierre Claveau, acteur québécois (° 1952).
  - Frederick Robbins, médecin virologue américain, prix Nobel de médecine en 1954 (° 25 août 1916).
- 2006 : Nandini Satpathy, femme politique indienne (° 9 juin 1931).
- 2007 : Lee Hazlewood, auteur, compositeur, producteur et interprète américain (° 9 juillet 1929).
- 2010 : Michel David, linguiste, enseignant et auteur québécois (° 28 août 1944).
- 2011 : Conrad Schnitzler, musicien allemand (° 17 mars 1937).
- 2012 (ou 2 août) : Youri dit Youra Mikhaïlovitch Ostasenko-Bogdanoff, artiste peintre russe d'ascendance tatare dont certains ancêtres seraient devenus « princes Bogdanoff » (° 23 janvier 1928).
- 2015 : François Kosciusko-Morizet, homme politique français (° 16 août 1940).
- 2016 :
  - Jean Antone (en), lutteur américain (° 17 juillet 1943).
  - Bruce Burrell, meurtrier australien (° 25 janvier 1953).
  - David Dudley Dowd, Jr. (en), juge fédéral américain (° 31 janvier 1929).
  - Patrice Munsel (Patrice Beverly Munsil dite), soprano américaine (° 14 mai 1925).
  - Robert Ramsay (en), joueur de baseball américain (° 3 décembre 1973).
  - Roberto Nicholas « Snaffu » Rigor (en), chanteur et auteur-compositeur philippin (° 8 août 1946).
  - Gaspar Saladino (en), écrivain de comics américain (° 1er septembre 1927).
  - Zinaida Sharko (en) (Зинаида Максимовна Шарко), actrice russe (° 14 mai 1929).
  - Likas Tarigan (id), homme politique indonésien (° 13 juin 1924).
  - Charles Toubé, footballeur camerounais (° 22 janvier 1958).
  - Michael « Ducksie » Walsh (en), handballeur irlandais (° 3 mai 1966).
- 2017 :
  - Lee Blakeley, metteur en scène britannique (° 16 août 1971).
  - Erling Brøndum, homme politique danois (° 11 juillet 1930).
  - Gert Hofbauer, trompettiste autrichien (° 13 mars 1937).
  - Alain Richard, designer français (° 20 février 1926).
- 2018 :
  - Josy Moinet, homme politique français (° 23 octobre 1929).
  - Tommy Peoples, violoniste irlandais (° 20 septembre 1948).
  - Arsène Tchakarian, résistant français (° 21 décembre 1916).
  - Karma Topden, homme politique indien (° 4 mai 1941).
- 2019 : 
  - Prudencio Cardona, boxeur colombien (° 22 décembre 1951).
  - Nuon Chea (នួន ជា), homme politique cambodgien, Premier ministre de septembre à octobre 1976 (° 7 juillet 1926).
  - Jean-Paul Driot, dirigeant du sport automobile français (° 7 octobre 1950).
  - André Goosse, grammairien belge (° 16 avril 1916).
- 2020 : 
  - Jean-Marc Bonfils (en), architecte franco-libanais (° 1963),
  - et les autres premières victimes fauchées par les explosions du port de Beyrouth ci-avant.
- 2025 :
  - Dominique Collignon-Maurin, acteur et directeur artistique français ( ° 4 août 2025).
  - Marco Bonamico, basketteur italien (° 18 janvier 1957).
  - Eldar Chenguelaïa, réalisateur soviétique puis géorgien (° 26 janvier 1933).
  - Talgat Moussabaïev, cosmonaute soviétique puis kazakh (° 7 janvier 1951).

## Célébrations

### Internationale
Organisation mondiale de la santé (OMS) : quatrième journée internationale de la Semaine mondiale de l’allaitement maternel.

### Nationales
- Burkina Faso (Union africaine) : journée de la révolution ayant amené à l'indépendance de l'ancienne Haute-Volta le 5 août 1983.
- Îles Cook (Océanie Pacifique) : jour de fête nationale de la Constitution établie en 1965.
- Slovaquie (Union européenne à zone euro) : journée de la Matica slovenská.
- Vitoria-Gasteiz (capitale du Pays basque côté sud -Espagne- et Union européenne à zone euro), christianisme populaire voire syncrétique : premier jour des fiestas de la Blanca / « fêtes de la Vierge blanche ».

### Saints des Églises chrétiennes

#### Saints catholiques et orthodoxes du jour
Référencés ci-après in fine, :
- Aristarque de Thessalonique (Ier siècle), originaire de Thessalonique, compagnon de saint Paul ; date occidentale, fêté aussi le 14 avril en Orient.
- Atom († 421) et ses compagnons les saints Varos, Nerses, Varajavor et Manacihir, soldats martyrisés en Arménie lors des persécutions du roi des Perses.
- Les sept Dormants d'Éphèse († vers 250) : Maximilien, Jamblique, Martinien, Jean, Denis, Constantin et Antonin, martyrs.
- Justin, Crescentien et Sachinte († 258) - ou « Juste » et « Jacinthe » -, martyrs à Rome sur la via Tiburtine.
- Éleuthère de Tarse († vers 305), martyr à Tarse en Bythinie (ou à Byzance?) sous Maximien.
- Ia de Perse († vers 346 ou 362) - ou « Violette » -, esclave grecque, martyre en Perse sous Chapour II[8].
- Eudocie († entre 362 et 364), Grecque d'Asie mineure, captive en Perse, emprisonnée, puis martyre décapitée.
- Eufronius de Tours († 573) - ou « Eufroy » ou « Euphronius » -, évêque de Tours qui accueillit à Poitiers la relique de la Sainte Croix, venue de Constantinople.
- Lugil († vers 609 ou 622) - ou « Luan », « Lua », « Elouan », « Lugid », « Lugaith » ou « Molua » -, disciple de saint Comgall, fondateur de monastères en Irlande dont celui de Cluain-Fearta-Molua dans le Leinster.

#### Saints et bienheureux catholiques du jour
référencés ci-après :
- Cecilia Cesarini († 1290), bienheureuse, moniale dominicaine au couvent de Saint-Sixte (Bologne) de Bologne en Émilie.
- Frédéric Jansoone (1838 - 1916), bienheureux, prêtre franciscain ; célébré le lendemain 5 août au Canada[9].
- Guillaume Horne († 1540) - ou « William » -, bienheureux, moine convers dans la chartreuse de la ville, martyr en Angleterre, exécuté à Tyburn près de Londres.
- Henryk Jozef Krzysztofik (1908 - 1942), bienheureux, prêtre capucin du couvent de Lublin, déporté et martyr au camp de concentration de Dachau.
- Jean-Marie Vianney († 1859) dit le « curé d'Ars », patron des curés.
- Onuphre de Calabre († 995), ermite dans la forêt de Panaia en Calabre.
- Pérégrin, Macérat et Vivence (VIe siècle), d'après une légende douteuse frères espagnols venus chercher en France leur sœur qui y aurait été enlevée.
- Reinier († 1180) - ou « Rainier » -, né à Ravenne, évêque et martyr à Split en Dalmatie.
- Quatre nouveaux martyrs de la guerre civile espagnole († 1936) : Gonzalve Gonzalo, religieux de l’Ordre de Saint-Jean de Dieu à Madrid, fusillé par des miliciens, Joseph Batalla Parramon, prêtre à Barcelone, Joseph Rabasa Bentanachs et Gilles Gil Rodicio, religieux salésiens à Barcelone, martyrs de la guerre civile d'Espagne dès 1936 à 1939 en préalable au régime franquiste.

#### Saints orthodoxes?
Outre les saints œcuméniques voire pré-schismatiques ci-avant, aux dates parfois "juliennes" / orientales ... 

### Prénoms du jour
Bonne fête aux Jean-Marie, leurs variantes linguistiques (et autres J.-M. prononcé [Ji-Hème] comme parfois les Jean-Michel, par exemple) ;
- bien sûr aussi aux Vianney.

Et encore aux :
- Aristarque,
- Luna et ses variantes : Luneth, Lunetta, Lunette, Lulu, etc. ;
- aux Uniac et sa variante autant bretonne Unieg.

## Traditions et superstitions

### Dicton
« Pour leur fête souvent, les sept dormants redressent le temps. »

### Astrologie
Signe du zodiaque : treizième jour du signe astrologique du lion.

## Toponymie
Plusieurs voies, places, sites ou édifices de pays ou provinces francophones contiennent cette date sous des graphies possiblement diverses dans leur nom : voir Quatre-Août .